# Viva (гурт)
Viva або Viva! — індійський жіночий попгурт, який сформувалася у 2002 році і відтоді був розформований. Група складалася з переможців першого сезону індійської версії міжнародного телевізійного шоу талантів Popstars під назвою Coke [V] Popstars, далі його головні спонсори, Coca-Cola та канал Channel [V].
Група складалася з п'яти учасників: Сейма Рамчандані, Пратіче Мохапатра, Неха Бхасін, Махау Камат та Анушка Манчанда. Проте Рамчандані залишила групу незабаром після виходу першого альбому VIVA! В 2002 році приєдналася до Фонду «Мистецтво Життя». Рамчандані випустила альбом мистецтва життя, який є об'єднанням молитов з усіх релігій.
Вони випустили свій другий і останній альбом Viva! — Reloaded (Перезавантаження) у 2003 році.
Хоча офіційного оголошення про розкол групи не було, з 2003 року вони більше не випустили ні одного альбому, і всі учасники взяли участь у сольних кар'єрах.
У 2005 році Пратіче Мохапатра випустила сольний альбом під назвою «With Love, Pratichee» («З любов'ю, Патріче»). У тому ж році Манчанда приєдналася до Channel [V], як VJ, і відтоді стала співачкою, що відтворює хінді, тамільську мову та телугу. Бхасін також зайнялася співочою кар'єрою у 2006 році. Могапатра зайнялася акторською діяльністю і знялася у серіалі «Mr. and Mrs. Mishra». Манчанда брала участь у реаліті-шоу Khatron Ke Khiladi.
Учасниці також співали пісню з Боллівудського фільму «Озеро» Розана, знятого лауреатом премії «Academy Award winner A.R. Rahman» і «Quiero (Din Humara Hai)» Рахта.

## Дискографія
- 2002: VIVA!
- 2003: Viva! — Reloaded